# جیل هنسی
جیل هنسی (انگلیسی: Jill Hennessy؛ زاده ۲۵ نوامبر ۱۹۶۸) هنرپیشه اهل کانادا است. وی بین سال‌های ۱۹۸۸ تا ۲۰۱۳ میلادی فعالیت می‌کرد.
از فیلم‌هایی که وی در آن‌ها نقش داشته‌است، می‌توان به گرازهای وحشی، پلیس آهنی ۳، زخم‌های کهنه، مقاله، زندگی لایم، کریپتو، تحت تعقیب، امید واهی، عشق در زمان پول داشتن، سپیده‌دم سوار و مولی اشاره کرد.